# Арпін (Вісконсин)
Арпін (англ. Arpin) — селище (англ. village) в США, в окрузі Вуд штату Вісконсин. Населення — 305 осіб (2020).

## Географія
Арпін розташований за координатами 44°32′22″ пн. ш. 90°1′55″ зх. д. / 44.53944° пн. ш. 90.03194° зх. д. (44.539467, -90.031909).  За даними Бюро перепису населення США в 2010 році селище мало площу 2,19 км², уся площа — суходіл.

## Демографія
Згідно з переписом 2010 року, у селищі мешкали 333 особи в 143 домогосподарствах у складі 81 родини. Густота населення становила 152 особи/км².  Було 153 помешкання (70/км²).
Расовий склад населення:
| - 96,7 % — білих - 0,3 % — корінних американців - 0,3 % — азіатів |

До двох чи більше рас належало 2,4 %. Частка іспаномовних становила 0,6 % від усіх жителів.
За віковим діапазоном населення розподілялося таким чином: 23,7 % — особи молодші 18 років, 63,1 % — особи у віці 18—64 років, 13,2 % — особи у віці 65 років та старші. Медіана віку мешканця становила 38,8 року. На 100 осіб жіночої статі у селищі припадало 98,2 чоловіків;  на 100 жінок у віці від 18 років та старших — 96,9 чоловіків також старших 18 років.
Середній дохід на одне домашнє господарство  становив 52 019 доларів США (медіана — 41 389), а середній дохід на одну сім'ю — 61 772 долари (медіана — 51 250). Медіана доходів становила 40 375 доларів для чоловіків та 29 375 доларів для жінок. За межею бідності перебувало 8,1 % осіб, у тому числі 17,6 % дітей у віці до 18 років та 12,1 % осіб у віці 65 років та старших.
Цивільне працевлаштоване населення становило 161 особа. Основні галузі зайнятості: виробництво — 28,0 %, освіта, охорона здоров'я та соціальна допомога — 22,4 %, роздрібна торгівля — 14,9 %, транспорт — 8,7 %.